# Hombres Omega
Los Hombres Omega son un grupo ficticio de superhéroes extraterrestres que han aparecido en varias series de cómic  publicadas por DC Comics. Aparecieron por primera vez en nº141 de Linterna Verde (junio de 1981), y fueron creados por Marv Wolfman y Joe Staton.

## Historia de la publicación
Después de realizar apariciones en Linterna Verde, Action Comics y The New Teen Titans, los Hombres Omega se presentaron en su propia serie de cómics que duró 38 números, desde abril de 1983 a mayo de 1986. Durante su recorrido, el escritor Roger Slifer y el artista Keith Giffen crearon el mercenario antihéroe Lobo. Más tarde, los creadores incluyeron a los escritores Doug Moench y Todd Klein, los artistas Tod Smith, Shawn McManus y Alex Niño, y los entintadores Mike DeCarlo,  Jim McDermott y Greg Theakston.
Los miembros de los Hombres Omega también aparecieron en el 2004 en la serie limitada de 8 números de Adam Strange, así como en el 2005 Crisis Infinita llevados en 6 números como serie limitada, Rann-Thanagar War y en el 2008 lo siguió  Rann-Thanagar Holy War.
En 2006 tuvieron su propia serie limitada de 6 números con Tigorr,  Doc, Elu, Broot y Ryand'r; escrito por Andersen Gabrych y dibujado por Henry Flint.

## Historia del equipo
Los Hombres Omega son originarios del sistema Vega, un sistema planetario con veinticinco planetas habitables, que a partir de la década de 1980 había sido gobernado durante milenios por los Citadelians, una raza de guerreros clonados a partir del primer Citadel, hijo semi-divino de X'Hal.
Los Citadelians establecieron un régimen tiránico basado en una fortaleza lunar conocida como la Ciudadela. La ciudadela luego se dedicó a conquistar a las razas más jóvenes del sistema Vega. Originalmente solo había dos razas en el sistema Vega, la primitiva Branx y la pacifista Okaaran, pero los Psions utilizaron el ADN Okaaran para crear las otras veintitrés razas de Vega, como los Tamaraneans, Euphorixians, Aelloans, Karnans, y los Changralyns.
Los Hombres Omega se reunieron como un grupo de renegados y representantes de los mundos conquistados de Vega para luchar contra la agresión de los Citadelian. Antes de la Crisis Infinita el equipo se estableció en el planeta Kuraq. Los Hombres Omega son fuerzas de paz importantes en su sector debido a que los Green Lantern Corps no están permitidos en el espacio vegano, debido a un acuerdo de larga data con los Psions.
Los Hombres Omega hicieron una aparición de retorno en la miniserie de Adam Strange. Aún liderados por Tigorr, con los miembros veteranos Broot, Doc, Elu, Artin y Harpis. A ellos se unieron un grupo de nuevos miembros, cuyos nombres fueron dados, pero no identificados en el cómic. Todavía estaban luchando contra el Imperio Spider. Es en esta historia que se descubre que el primer Doc es un asesino de  Durlan. El Doc a sí mismo se presume muerto.
En los recientes Hombres Omega, se ha revelado que al regresar a los restos de Tamaran con Ryand'r (que no fue parte del equipo en la miniserie de Adam Strange), los Omegas son atacados por los zombis  Darkstar de Lady Styx y todos menos cinco de ellos mueren.

### Miembros recientes (Pre-Los Nuevos 52)
- Tigorr
- Broot
- Doc II (al parecer de la misma especie de Doc I, con coloración verde en vez de púrpura).
- Elu
- Ryand'r (Darkfire)
- Felicity (Nebula, la misma Felicity que murió en Invasion!, se negó convertirse en un Darkstars y quedó en un limbo, del cual volvió con una nueva forma poderosa)

### Miembros fundadores
- Primus - Primus es un telépata y telekinético del planeta Euphorix. Muere durante la historia Invasion!, derribado por guardias.
- Kalista - Viuda de Primus, hechicera de planeta Euphorix.
- Tigorr - Taghurrhu del planeta Karna, el último de su especie.
- Broot - Super fuerte y duradero, nacido de una sociedad pacifista en Changralyn. Rechazado de su sociedad por recurrir a la violencia.
- Nimbus - Agente sin cuerpo de la reencarnación de guerreros Branx, más tarde guardián planetario de Kuraq.
- Harpis - Hermana de Demonia del planeta Aello, mutada por Psions, asesinada por Darkstars.
- Demonia - Hermana de Harpis del planeta Aello, mutada por psions, traicionó al equipo, se presume muerta.
- Felicity - Última especie femenina del planeta Tigorr, murió durante la historia Invasion! cuando la especie cambiante Durlans la atacaron.
- Doc - Doctor bio-orgánico de Aello, asesinado por el asesino de Durlan en la miniserie de Adam Strange.
- Shlagen - Mecánico del equipo, de planeta Slagg, fallecido.

### Miembros posteriores
- Elu
- Ryand'r (hermano de Starfire, de la vieja Tamaran, conocido ahora como Darkfire)
- Auron (Lambien de Okaara hijo de la diosa X'Hal, los poderes de la energía divina)
- Green Man (ex  Linterna Verde de planeta Uxor, murió durante la historia Invasion!)
- Artin (inteligencia artificial creada por los Psions que tienen una grabación del cerebro de Primus en su memoria, destruido por los Darkstars de Lady Styx)
- Rynoc (guerrero masculino de Okaara, fallecido)
- Zirral (mujer de la vieja Tamarán)
- Ynda (Primo de Kallista de Euphorix, murió durante la historia Invasion!)
- Oho-Besh (un sacerdote Changralyn, fallecido)
- Uhlan (un Gordanian de Karna)
- Seer
- Cecilia
- Dark Flea
- Chantale
- Vandal
- Lianna (una mujer miembro de los Guardianes del universo)

### Miembros muertos
- Primus
- Kalista
- Felicity (Revivida)
- Shlagen
- Rynoc
- Ynda
- Green Man
- Doc
- Seer
- Cecilia
- Chantale
- Dark Flea
- Demonia
- Harpis
- Vandal

### Los Nuevos 52
Con la iniciativa Los Nuevos 52 (reinicio de la continuidad e iniciativa de relanzamiento de historietas), el equipo reapareció reformado, este equipo, bajo la tutela de la heroína de Wildstorm, Zealot, ahora denominado "Los Omegas" eran una serie de jóvenes alienígenas que fueron esclavizados por Lobo, que, ahora unidos, buscan vengarse de su captor:

#### Miembros deLos Nuevos 52
- Primus
- Kalista
- Tigorr

#### DC You
Bajo la fase conocida como DC You (2015-2016) salió un nuevo volumen que terminó abruptamente en 2016, una serie de 12 números. Supuso un cambio retroactivo en la continuidad de Los Nuevos 52, reemplazando el canon comenzado por el liderazgo de Zealot.
La serie, escrita por Tom King, reinicia toda la historia de los Hombre Omega. En este nuevo canon, "La Ciudadela" ahora forma parte de una corporación interplanetaria. La Ciudadela o Citadel (en inglés), explotó el caos generado por la destrucción del planeta Krypton, empezando a vender miles de mundos de su jurisdicción en donde se extraría un metal poco común, el que podía ser utilizado para "estabilizar los núcleos planetarios" para evitar que un mundo explotara como Krypton. El núcleo estabilizador de un metal raro para un sistema plantetario, solo estaba disponible en el sistema extrasolar de la estrella Vega. Los planetas del sistema estelar de Vega como resultado, se enfrentaron con ellos en una guerra interplanetaria, por lo que han estado esclavizados al por mayor por parte de la corporación alienígena. Varios mundos, donde sus habitantes resistieron la invasión y los ataques de Citadel, por lo que muchos de ellos fueron sometidos a un genocidio: los supervivientes de esta matanza llevada a cabo en dichos mundos, se convirtieron en un grupo paramilitar de resistencia, los denominados Omega Men. Este grupo, estaría liderado por Primus, un magnate rico pacifista que fue encarcelado por Citadel para que fuese silenciarlo.
Debido al poder e influencia sobre miles de mundos, la Citadel marcó a los Omega Men como terroristas y asesinos. El alcance de Citadel incluso trasgredó los límites con el planeta Tierra: después de hacer contacto con el Ejército de los EE. UU., y llegar a un acuerdo para vender el metal del Sistema estelar Vega, el Gobierno de Estados Unidos enviaría en secreto al Linterna Blanco Kyle Rayner para poder llegar a un acuerdo con Citadel al inicio de la serie reciente de los Omega Men. Sin embargo, el jefe de las fuerzas de la Corporación Citadel obliga a Kyle a entregar su anillo de poder blanco al encontrarse con él (por razones de "seguridad"; en realidad, esto se debió a la codicia que el anillo le otorgó por sus propios deseos egoístas). Más adelante, Kyle sería secuestrado por los Omega Men, que fingieron su muerte y luego obligarían a Kyle a unirse a ellos recorriendo el Sistema estelar Vega para que se pudiera dar cuenta de ver el mal que Citadel ha hecho y expusiera ante la comunidad cósmica los crímenes cometidos.
Finalmente, Kyle se daría cuenta de la verdad acerca de Citadel y ayudando a los Hombres Omega, buscan obtener una entrevista con el jefe de Citadel, con el fin de mostrarle pruebas en imágenes de como Citadel está destruyendo planetas enteros poblados donde había sido extraído completamente el raro metal. Debido a esto, logran borrar de los Hombres Omega sus acusaciones y reinstaurarlos en buen nombre de ellos, sin embargo, no consiguen detener las actividades de Citadel en el Sistema estelar Vega. De todas formas, habría una última batalla entre la Citadel y los Hombres Omega por lo que entonces posteriormente, se da la muerte del líder supremo de la casta de Citadel. Mientras tanto, Kyle, que había asumido el alias de "Green Man" durante todo este tiempo con los Hombres Omega, recupera su anillo de linterna blanco y es en última instancia, desterrado a la Tierra por los Hombres Omega cuando no logró poder convencer de prescindir de los líderes de Citadel. Al final, la guerra concluye reconstruyendo los pueblos esclavizados por Citadel.

##### Miembros de los Hombres Omega (DC You)
- Primus
- Tigorr
- Broot
- Doc
- Scrapps
- Kyle Rayner
- Kalista